# Nansens Fram-ekspedition
Nansens Fram-ekspedition 1893-96 var en ekspedition, som havde som hovedformål at nå den geografiske nordpol. Leder og initiativtager til ekspeditionen var den norske forsker og opdager Fridtjof Nansen, som ville forsøge at udnytte de naturlige øst-vest-strømme i Nordishavet. Til trods for stor skepsis hos andre polarfarere førte Nansen "Fram" til de Nysibiriske øer øst i Nordishavet, lod skibet fryse fast i pakisen, og ventede på, at strømmene skulle fragte skibet mod Nordpolen. Fremdriften i isen var imidlertid ringe og og havstrømmene uforudsigelige. Efter 18 måneder i isen stod det klart for Nansen, at "Fram" ville passere langt fra polpunktet. Han tog en meget dristig beslutning og forlod skibet med et hundespand. Med sig havde han en udvalgt medrejsende, Hjalmar Johansen, og sammen satte de kursen mod Nordpolen. De nåede heller aldrig frem til polpunktet, men de opnåede rekord med en nordlig bredde på 86°13.6'N, før de vendte om og begav sig ud på den lange tilbagerejse over is og vand for at komme i sikkerhed på Frans Josefs land, hvor de overvintrede. Næste forår var de heldige og blev taget op af en anden ishavsekspedition og senere bragt til Norge. I mellemtiden fortsatte "Fram" at drive sydvest over og nåede til sidst Atlanterhavet. Ved et forbavsende held ankom Nansen og Johansen Tromsø blot få dage efter "Fram"s ankomst. Nansen styrkede sin position som nationalhelt efter denne dåd.
Idéen til ekspeditionen opstod efter, at vragrester fra det amerikanske fartøj "Jeannette", som var sunket ud for nordkysten af Sibirien i 1881, blev fundet ud for sydvestkysten af Grønland tre år efter forliset. Vragresterne var åbenbart blevet fragtet over Nordishavet, og måske også over selve polpunktet. Baseret på dette og andre rester, som blev samlede op langs kysten af Grønland, udviklede meteorologen Henrik Mohn en teori om en transpolar strøm. Dette fik Nansen til at tro, at et specialbyget skib kunne blive frosset fast i pakisen og følge de samme strømme, som vragresterne efter "Jeanette", og dermed komme nærmere Nordpolen.
Nansen styrede konstruktionen af fartøjet, som havde afrundet skrog og andre funktioner udviklet for at tåle længere tids tryk fra is. Skibet var sjældent i fare i løbet af perioden i isen og kom uskadt ud efter tre år. De videnskabelige observationer, som blev udført under denne periode, bidrog betydeligt til den nye disciplin oceanografi, som senere blev det vigtigste tema i Nansens videnskabelige arbejde. "Fram"s drift og Nansens rejser med slæde beviste definitivt, at der ikke fandtes nogen væsentlig landmasse mellem de eurasiatiske kontinenter og Nordpolen og bekræftede den generelle karakter af den arktiske region som en dyb, islagt sø. Selv om Nansen trak sig tilbage fra opdagelsesrejser efter denne ekspedition, påvirkede metoderne, han sammen med Johansen havde udviklet for fremdrift og overlevelse, alle de polarekspeditioner, som fulgte de næste tredive år, både i nord og i syd.

## Baggrund
"Jeannette", en ombygget kanonbåd fra den amerikanske marinen, entrede pakisen nord for Beringstrædet i september 1879 under ledelse af George Washington DeLong. Hun forblev fast i isen i nærmere to år, drivende mod området ved de Nysibiriske øer, før hun blev knust og sank den 13. juni 1881. Mandskabet flygtede i både og satte kursen mod den sibiriske kyst, men de fleste, inkluderet DeLong, omkom i ødemarken ved floden Lena. Tre år senere dukkede rester fra "Jeannette" op i den modsatte side af verden, nær Qaqortoq på Grønlands sydvestkyst. De fastfrosne rester bestod af klæder med navn på medlemmer af mandskabet og dokumenter signeret af DeLong, og de var utvivlsomt ægte.
I et foredrag i 1884 ved Det Norske Videnskaps-Akademi hævdede Henrik Mohn, en af grundlæggerne af moderne meteorologi, at fund af rester efter "Jeannette" indikerede eksistensen af en havstrøm fra øst til vest over hele Nordishavet. Den danske guvernør ved Qaqortoq skrev om fundene og mente, at en ekspedition frosset fast i det sibiriske hav måske kunne krydse Nordishavet og ende op ved Sydgrønland, hvis skibet bare var stærkt nok. Disse teorier blev studeret med interesse af den 23 år gamle Fridtjof Nansen, som da arbejdede som kurator ved Bergen Museum mens han fuldførte doktorgradstudierne.
Nansen var allerede betaget af det frosne nordområde; to år tidligere deltog han på en fire måneder lang rejse ombord på fangstskuden "Vikingen", og den havde inkluderet en tre uger lang periode, hvor de sad fast i drivisen. Nansen var en dygtig skiløber og lagde planer om at lede den første krydsning af indlandsisen på Grønland, et mål, som blev forsinket på grund af hans akademiske studier, men som blev vellykket gennemført i 1888-1889. Gennem disse år glemte Nansen ikke teorien om strømmene, som gik øst-vest i Arktis med de muligheder for videre polarforskning, disse medførte, og kort tid efter, at han kom tilbage fra Grønland, var han klar til at offentliggøre sine planer.

## Forberedelser

### Plan
I februar 1890 talte Nansen ved et møde med Det norske Geografiske Selskab i Christiania. Efter at have rettet opmærksomheden mod de mange fejlslagne ekspeditioner, som havde nærmet sig Nordpolen fra vest, betragtede han betydningen af fundene af vragdele fra "Jeannette" sammen med andre fund af drivtømmer og dele fra Sibirien eller Alaska, som var blevet identificeret langs Grønlands kyst. Sammenfatter man alt dette, sagde Nansen, så må man åbenbart komme til den slutning, "at det går en strøm etsteds mellom Polen og Frans Josef land fra det sibirske østhav mot den grønlandske kyst". Det virkede som om, den oplagte ting at gøre, var "å søke inn i denne strømmen på den siden av Polen hvor den går nordover, og la strømmen hjelpe seg til å nå inn i de strøk som alle de som tidligere arbeidet mot strømmen, forgjeves søkte å nå."
Nansens plan krævede et mindre, stærkt og manøvredygtigt skib, drevet af sejl og en motor, og i stand til at fragte drivmiddel og proviant for tolv mand i fem år. Fartøjet skulle følge "Jeannette"s rute til de Nysibiriske øer, og på den omtrentlige position for "Jeannette"s havari, med de rette isforhold «skal vi pløye vår vei inn blant isen så langt vi kan." Skibet skulle så drive med isen mod Nordpolen og til sidst komme til havet mellem Grønland og Spitsbergen. Skulle skibet synke, en mulighed Nansen anså som lidet sandsynlig, ville gruppen slå lejr på en isflage og lade sig drive mod sikkerhed. Nansen mærkede sig: "Hvis "Jeannette"-ekspeditionen havde haft tilstrækkelig med forsyninger og var blevet på isflagen, hvor relikvierne blev fundet, ville resultatet utvivlsomt være blevet anderledes end det var blevet."
Da Nansens plan blev offentlig kendt, var The New York Times entusiastisk og anså det som "overvejende sandsynligt, at der er en forholdsvis kort og direkte rute over Nordishavet via Nordpolen, og at naturen i sig selv har skabt en metode for kommunikation på tværs af det." De mest erfarne polfarere var imidlertid mere afvisende. Den amerikanske opdagelsesrejsende Adolphus Greely kaldte det en "ulogisk plan for selvdestruktion"; hans assistent, løjtnant David Brainerd, kaldte det "en af de mest syge og ufornuftige planer nogensinde at begive sig ud på", og spåede at det ville ende med katastrofe. Sir Allen Young, en veteran fra søgningen efter Sir John Franklins fortabte ekspedition, troede ikke, at man kunne bygge et skib, der kunne tåle det høje tryk fra isen: "Hvis det ikke opstår nogen hevelser i isen må den gå gennem hende, uanset hvilket materiale hun er lavet af."
Sir Joseph Hooker, som havde sejlet sydover med James Clark Ross i 1839-43, var af samme opfattelse og mente, at risikoen ikke var værd at tage. Den lige så erfarne Sir Leopold McClintock kaldte imidlertid Nansens projekt den "mest eventyrlige plan nogensinne under Royal Geographical Society". Den svenske filantrop Oscar Dickson, som havde finansieret Nordenskiölds erobring af Nordøstpassagen i 1878-79, var tilstrækkelig imponeret til at tilbyde at dække Nansens omkostninger. Med voksende norske nationalisme var imod tilbuddet fra unionspartneren Sverige og fremprovokerede fjendtlighed i norsk presse, og Nansen bestemte sig for at afslå Dicksons forslag og udelukkende satse på norsk bistand.

### Finansiering
Nansens oprindelige omkostningsoverslag var på 300.000 kroner. Efter at have holdt en lidenskabelig tale foran Stortinget,[A] blev Nansen tildelt et tilskud på 200.000 kroner; balancen blev sikret ved private bidrag, som inkluderede 20.000 kroner fra Kong Oscar 2. af Norge og Sverige. Royal Geographical Society i London gav 300 pund. Desværre var Nansens oprindelige overslag for lavt - skibet alene kostede mere end den totale sum, han havde til rådighed. En fornyet appel til Stortinget førte til yderligere 80.000 kroner, og en national appel øgede den totale sum til 445.000 kroner. I følge hans egne oplysninger udlignede han de resterende mangler med egne midler. Hans biograf Roland Huntford skriver imidlertid, at det endelige underskud på 12.000 kroner blev klaret af to velstående tilhængere, Axel Heiberg og den landsforviste engelskmand Charles Dick.

### Skib
Til at tegne og bygge skibet valgte Nansen Colin Archer, Norges ledende skibsbygger og skibsingeniør. Archer, var velkendt for et bestemt skrog-design, som kombinerede sødygtighed med en lav dybdegang og havde været en pioner inden for udviklingen af spidsgattede fartøjer, hvor det konventionelle agterspejl var erstattet af en spids agterstavn, hvilket forøgede manøvrerbarheden. Nansen fortæller, at Archer lagde "planer efter planer for det projekterede skib; den ene model efter den anden blev forberedt og forkastet". Til sidst blev der enighed om et design, og 9. juni 1891 underskrev de to mænd kontrakten.
Nansen ønskede skibet færdigt i løbet af et år; han var ivrig efter at komme afsted, før nogen anden kunne bruge hans planer og komme ham i forkøbet. Skibets vigtigste ydre træk var den runde form på skroget, udformet således at isen ikke kunne få tag i skibet. Boven, agterenden og kjlen blev rundet af, og siderne glattedes således, at skibet, med Nansens ord, ville "glide som en ål ud af isens omfavnelser". For at give skibet eksceptionel styrke blev skroget omsluttet af sydamerikansk greenheart, det hårdeste tilgængelige tømmer. De tre lag af træ, som dannede skroget, udgjorde en samlet tykkelse på mellem 24 og 28 tommer (60-70 cm), som voksede til ca. 48 tommer (1,25 m) i boven, som var yderligere beskyttet af en fremstående jernstamme. Ekstra styrke blev tilført af tværbjælker og afstivinger gennem hele skrogets længde.
Skibet blev rigget som en tremastet skonnert med et samlet sejlareal på ca 560 m2, og hjælpemotoren på 220 hestekræfter var i stand til give skibet en hastighed på 7 knop (13,1 km/t). Fart og sejlkvaliteter var imidlertid sekundært i forhold til kravet om at give en tryg og varm højborg under driftperioden, som kunne vare i flere år, så der blev lagt ekstra vægt på isolering af bokvartererne. Skibets størrelse blev omkring 400 registerton, hvilket var betragtelig mere end det, Nansen først havde forestillet sig.[B] Med en længde på 128 fod (39 m) og en bredde på 36 fod (11 m) havde skibet et forhold på lidt over tre til én, hvilket gav det et usædvanligt stubbet udseende.[C] Denne mærkelige form blev forklaret af Archer: «"Et skib som udelukkende er bygget med det hensyn at passe til [Nansens] formål må afvige væsentligt fra andre kendte fartøjer." Den 6. oktober 1892 blev skibet søsat af Nansens hustru Eva ved en kort ceremoni ved Archers værft i Larvik.

### Mandskab
Ved grønlandsekspeditionen i 1888-1889 var Nansen gået bort fra traditionen med et stort mandskab, skib og backup, og valgte i stedet en lille veltrænet gruppe. Ved at bruge de samme principper for Fram-ekspeditionen valgte Nansen en gruppe på kun tolv personer af de flere tusinde ansøgninger, som strømmede ind fra hele verden. En af ansøgerne var den 20 år gamle Roald Amundsen, fremtidig erobrer af Sydpolen, hvis moder forhindrede ham i at rejse. Den engelske opdager Frederick Jackson søgte også om deltagelse, men Nansen ville kun have nordmænd med sig på rejsen, og Jackson organiserede derfor sin egen ekspedition til Frans Josefs land.
Otto Sverdrup, en erfaren sejler, som havde deltaget under krydsningen af Grønland, blev valgt til kaptajn på skibet og til at fungere som ekspeditionens næstledende. Theodor C. Jacobsen, som havde erfaring fra Arktis som skipper på en slup, mønstrede på som skibets førstestyrmand, og den unge løjtnant Sigurd Scott Hansen tog ansvar for de meteorologiske og magnetiske observationer. Skibets læge, og ekspeditionens botaniker, var Henrik Blessing som blev udeksamineret i medicin lige før ekspeditionens afrejsedato. Sekondløjtnant og hundeslædeekspert Hjalmar Johansen var så bestemt på at komme med på ekspeditionen, at han mønstrede på som fyrbøder, den eneste stilling som da var tilgængelig. Ligeledes tog Adolf Juell, med 20 års erfaring til søs som styrmand og kaptajn, stillingen som kok på ekspeditionen. Ivar Mogstad var overvogter ved Gaustad sinnssykeasyl, men hans tekniske færdigheder som mekaniker og altmuligmand imponerede Nansen.
Den ældste mand i gruppen, med en alder af 40, var maskinchefen Anton Amundsen (ikke i slægt med Roald Amundsen). Andenmaskinisten Lars Pettersen holdt sin svenske nationalitet hemmelig for Nansen, og selv om det tidlig blev opdaget blandt mandskabet, fik han lov at forsætte som medlem på ekspeditionen som den eneste ikke-norske i gruppen. De resterende medlemmer af mandskabet var Peter Hendriksen, Bernhard Nordahl og Bernt Bentsen, hvor sidstnævnte sluttede sig til ekspeditionen i Tromsø med ret kort varsel.

## Rejsen

### Rejsen til isen
Før rejsen tog til bestemte Nansen sig for at afvige fra sin oprindelige plan; han ville gøre rejsen kortere ved at følge Nordenskiölds rute gennem Nordøstpassagen, langs nordkysten af Sibirien, frem for at følge "Jeannette"s rute til de Nysibiriske øer via Beringstrædet.[D] "Fram" forlod Christiania 24. juni 1893, fulgt på vej af en kanonsalut fra fortet og af tusinder af fremmødte, som ville ønske dem lykke til. Dette var den første i en række med afskeder, eftersom "Fram" sejlede langs kysten på rejsen nordover. De nåede Bergen 1. juli (hvor der blev holdt en stor banket til Nansens ære), Trondheim 5. juli og Tromsø, nord for polarcirklen, en uge senere. Den sidste norske anløbshavn var Vardø, hvor "Fram" ankom den 18. juli. Efter at de sidste forsyninger var ombord, tilbragte Nansen, Sverdrup, Hansen og Blessing de sidste timer på land i en badstue, hvor de blev slået med birkeris af to unge piger.
Den første etape øst over førte "Fram" over Barentshavet, mod Novaja Semlja, og derefter til den nordrussiske bosættelse i Khabarova, hvor den første gruppe med hunde blev bragt ombord. Den 3. august lettede skibet anker og bevægede sig forsigtigt østover, de ankom til Karahavet næste dag. Få skibe havde tidligere sejlet i Karahavet, og kortene var dårlige og mangelfulde. Den 18. august blev en uudforsket ø opdaget i området ved floden Jenisej og navngivet Sverdrupøen efter skibets kaptajn. "Fram" forflyttede sig nu mod Tajmyrhalvøen og Kapp Tsjeluskin, det nordligste punkt på den eurasiske kontinentalmasse. Tung is sinkede skibets fremdrift, og i slutningen af august blev der et ophold i fire dage, mens skibskølen blev repareret og renset. Mandskapet oplevede også fænomenet dødvande, hvor et skibs fremdrift bliver hindret af friktion forårsaget af et lag med ferskvand, som ligger på toppen af tungere saltvand. Den 9. september åpnede der sig en bred strækning med isfrit vand, og næste dag rundede "Fram" Kapp Tsjeluskin - det første skib til at gøre det efter Nordenskiölds "Vega" i 1878 - og ankom til Laptevhavet.
Isen forhindrede nu skibet i at nå mundingen af Olenjok, hvor en ny gruppe med hunde ventede på at blive taget om bord, og skibet flyttede sig nu nord- og østover mod de Nysibiriske øer. Nansens håb var at finde åbent vand ved 80°N for så å gå ind i pakisen, men den 20. september kom isen til syne lige syd for 78°N. "Fram" fulgte iskanten, før hun stoppede i en lille bugt lige forbi 78°N. 28. september kom de frem til, at isen ikke ville bryde op, og hundene blev flyttet fra skibet og ned til kenneler på isen. Den 5. oktober blev roret hævet til en sikker position, og skibet, med Scott Hansens ord, blev "godt og sikkert fortøjet for vinteren". Positionen var 78°49'N, 132°53'E.

### Drift (første fase)
Den 9. oktober havde "Fram" sit første møde med trykket fra isen. Archers design viste sig snart funktionelt ved, at skibet hævede og sænkede sig med isen, og isen fik heller ikke tag i skroget. Ellers var de første uger i isen skuffende; den uforudsigelige strøm flyttede "Fram" i skiftende retninger, nogen gange nordover og andre gange sydover. Den 19. november, efter seks uger, befandt skibet sig syd for den breddegrad, hvor hun gik ind i isen.
Efter, at Solen forsvandt den 25. oktober, blev elektriske lamper fra en vinddrevet generator brugt for at holde skibet oplyst. Mandskabet slog sig ned i en komfortabel rutine, hvor kedsomhed og inaktivitet var de største fjender. Mændene begyndte at irritere hinanden, og enkelte gange udbrød der slagsmål. Nansen forsøgte at starte en avis, men projektet randt snart ud i sandet ved mangel på interesse. Små opgaver blev foretaget, og videnskabelige observationer blev opretholdt, men det var ingen hast. Nansen udtrykte sin frustration i den private dagbog: "Jeg føler jeg må bryde gennem dette øde, denne træghed, og finde noget udløb for mine energier." Og senere: "Kan ikke noget ske? Kunne ikke en orkan komme og rive op denne isen?" Lige efter årsskiftet, i januar 1894, satte kursen nord over i højere grad. Den 80. breddegrad blev passeret den 22. marts.
Baseret på den usikre retning og beskedne hastighed på driften beregnede Nansen, at det kunne tage skibet fem år at nå polen. I januar 1894 havde han diskussioner med både Henriksen og Johansen om muligheden for at gennemføre en slædetur med hunde fra "Fram" til Nordpolen, men de lagde ingen umiddelbare planer. Nansens første forsøg på at mestre slædehundekørsel blev en pinlig fiasko, men han holdt ud og opnåede gradvis resultater. Han fandt ud af, at en skiløbers normale hastighed svarede til hastigheden for hunde, som trak lastede slæder. Mænd kunne da løbe på ski for egen kraft frem for at sidde på slæden, og samtidig kunne slædelasten øges modsvarende. Dette udgjorde, ifølge biograf og historiker Roland Huntford, en revolution inden for rejsemetoder i polare områder.
Den 19. maj, to dage efter fejringen af Norges nationaldag, passerede "Fram" 81°N, og selv om fremdriften knapt var én mile (1,6 km) om dagen, var der indikationer på, at den langsomt voksede. Nansen blev stadig mere overbevist om, at en slædetur kunne blive nødvendig for at nå Nordpolen, og i september bestemte han, at alle skulle træne skiløb to timer om dagen. Den 16. november afslørede han sin intention for mandskabet: han og én kollega skulle forlade skibet og starte skituren mod Nordpolen, når grænsen for 83°N blev nået. Efter at Nordpolen var nået, skulle de to tage til Frans Josefs land og derefter krydse over til Spitsbergen, hvor de håbede at finde et skib, som kunne tage dem med hjem. Tre dage senere blev Hjalmar Johansen, den mest erfarne hundeslædefører i mandskabet, bedt om at komme med ham på rejsen mod Nordpolen.
Mandskabet brugte de næste måneder til at forberede det kommende forsøg mod Nordpolen. De byggede slæder, som ville gøre det lettere at færdes over ujævnt terræn og kajakker efter Inuit-modellen, til brug under de forventede krydsninger af åbent vand. Der var også en række forsøg på at lave specialklæder og andet udstyr.
Den 3. januar 1895 begyndte voldsomme og langvarige rystelser at ryste skibet, og to dage senere gik mandskabet ned på isen og forventede, at skibet ville blive knust. Trykket fra isen aftog imidlertid, og mandskabet kunne gå ombord igen for at fortsætte forberedelserne til Nansens færd. Efter dette blev det registreret, at "Fram" var drevet forbi Greelys nordligste punkt på 83°24'N, og den 8. januar var hun ved 83°34'N.

### March mod Nordpolen
Den 17. februar 1895 begyndte Nansen på et afskedsbrev til sin hustru Eva, hvor han skrev, at skulle han komme i knibe "skal du vide, at dit billede vil blive det sidste, jeg ser." Han læste også alt, han kunne om Frans Josefs land, hans planlagte destination efter Nordpolen. Arkipelet var blevet genopdaget i 1873 af Julius Payer, men var ikke fuldstændig kortlagt.[E] Øgruppen var tilsyneladende hjemsted for utallige bjørne og sæler, og Nansen så på det som en god kilde til mad under færden hjem til civilisationen.
Den 14. marts, med skibet ved 84°4'N, begyndte de to omsider marchen mod Nordpolen. Dette var deres tredje forsøg på at forlade skibet; den 26. februar og igen den 28. havde skade på slæder tvunget dem til at vende tilbage efter kun kort tid. Efter disse uheld gjorde Nansen en grundig overhaling af udstyret, hvor han minimerede rejselageret, beregnede vægten på ny og reducerede konvojen til tre slæder, før han gav ordre om at starte på ny. En støttegruppe fulgte de to og delte lejr den første nat. Næste dag kørte Nansen og Johansen videre alene.
Færden foregik hovedsagelig over flade snedækkede områder. Nansen havde afsat 50 dage til at dække 356 nautiske mil (660 km) til Nordpolen, hvilket krævede et gennemsnit på syv nautiske mil per dag. Den 22. marts viste en sekstantmåling, at de havde tilbagelagt 65 nautiske mil (120 km) mod Nordpolen med et gennemsnit på over ni nautiske mil (17 km) per dag. Dette havde de opnået til trods for meget lave temperaturer, oftest omkring −40 °C, og mindre ulykker som tab af slædernes måleinstrumenter til registrering af kørelængden.
Efterhånden, som overfladen blev ujævn, blev hastigheden mindre, og det blev vanskeligere at komme frem på ski. En ny sekstantmåling den 29. marts, som viste 85°56'N, indikerede, at den sidste uge havde færden ført dem 47 nautiske mil (87 km) nærmere Nordpolen, men den viste også, at deres daglige gennemsnit var faldet. Mere bekymrende var det imidlertid, at en teodolitmåling den dag viste, at de blot befandt sig på 85°15'N, og at de ikke anede, hvilken af de to målinger, som var korrekt. De indså, at de kæmpede mod en sydgående drift, og at afstanden, de bevægede sig, ikke nødvendigvis kunne ligestilles med nordlig position. Johansens dagbog indikerede hans svigtende optimisme: "Mine fingre er alle ødelagt. Alle vottene er stivfrosne ... Det blir verre og verre ... Gud vet hva som vil skje med oss"
Den 3. april, efter flere dage med vanskelige etaper, begyndte Nansen personligt at overveje, om Nordpolen, trods alt, var uden for rækkevidde. Medmindre overfladen blev bedre, ville maden ikke slå til frem til polen og videre til Frans Josefs land. Dagen efter beregnede de deres position til skuffende 86°3'; Nansen betroede i sin dagbog at: "Jeg blir mer og mer overbevist om at vi burde snu før tiden." Efter at have slået lejr den 7. april foretog Nansen en rekognoscering på truger hvor han kikkede efter en vej videre, men han så bare "et veritabelt kaos avisblokker så langt som horisonten". Han afgjorde da, at de ikke skulle gå længere nordover, og at de skulle søge til Kapp Fligely i Frans Josefs land. Nansen registrerede breddegraden for deres sidste nordligste lejr til 86°13.6'N, næsten tre grader forbi Greelys tidligere nordligste punkt.

### Tilbagerejse mod Frans Josefs land
Ændring af retning mod sydvest gav meget bedre rejseforhold, sandsynligvis fordi kursen mod Frans Josefs land stort set var parallel med de ujævne linjer i isen frem for vinkelret på dem. Fremdriften var god: "Hvis dette fortsetter", skrev Nansen den 13. april, "vil tilbakeferden gå raskere enn jeg trodde." Det samme dagbogsnotat nævner imidlertid også et uheld denne dag: begge deres ure var stoppet. Selv om Nansens journal beskriver denne hændelse med ro, var den potentielt alvorlig. Uden rigtig tidsangivelse kunne de ikke beregne længdegraderne, og dermed var det vanskeligt at holde en rigtig kurs mod Frans Josefs land. De startede urene på ny baseret på Nansens antagelse om, at deres længdegrad var 86°E, men de var ikke længere sikre på, hvor de var. Hvis de var længere mod vest end Nansens antagelse, kunne de fejle på Frans Josefs land fuldstændigt og flytte sig lige mod det åbne Atlanterhav.
Retningen af isens drift havde vendt mod nord, og dette reducerede fremdriften for Nansen og Johansen. Frem til 18. april, elleve dages rejse fra længst mod nord, havde de kun flyttet sig 40 nautiske mil (74 km) mod syd. De begav sig sig nu over langt mere kuperet terræn med vidåbne vandområder. Omkring den 20. april jublede de over synet af et stort stykke drivtømmer, som sad fast i en isflage, det første objekt fra omverdenen de havde set siden "Fram" var gået ind i isen. Johansen ridsede deres initialer, breddegrad og dato ind i drivtømmeret. En dag eller to senere opdagede de sporene efter en polarræv, det første spor af levende væsen bortset fra hundene, siden de forlod "Fram". Andre spor dukkede snart op, og Nansen begyndte at tro, at land kunne være nær.
Breddegraden, som blev beregnet 9. maj, 84°3'N, var skuffende - Nansen havde håbet og troet, at de var længere sydpå. I løbet af maj mned begyndte de at se spor efter bjørn, og ved udgangen af måneden var der også rigelig med sæler, måger og hvaler. Efter Nansens beregninger havde de nået 82°21'N den 31. maj, hvilket placerede dem kun 50 nautiske mil (93 km) fra Kapp Fligely, forudsat at hans skøn af længdegrad var rigtig. Vejret blev efterhånden varmere jo længere syd på, de kom, og isen begyndte at bryde op og gjorde det også vanskeligere at komme frem. Fra 24. april blev hunde med jævne mellemrum aflivet for at skaffe mad til de resterende, og i begyndelsen af juni var kun syv af de oprindelige 28 hunde tilbage. Den 21. juni gjorde de sig fri af alt overflødigt udstyr og forsyninger for at kunne rejse lettere og leve af de nu rigelige forsyninger af sæl og fugle. Efter en dags rejse på denne måde bestemte de sig for at hvile på en isflage, gøre kajakkerne vandtætte og opbygge egen styrke. De forblev i lejr på isflagen en hel måned.
Efter at de forlod lejren den 23. juli, fik Nansen det første uomtvistelige glimt af land. Han skrev: "Endelig har underverket skjedd - land, land, og etter at vi nesten hadde gitt opp vår tro på det!" I de følgende dage kæmpede de sig frem mod dette landområde, som tilsyneladende aldrig kom nærmere, men mod slutningen af juli kunne de høre den fjerne lyd af brydende brænding. Den 4. august overlevede de et angreb fra en isbjørn, og to dage senere så de kanten af isen - kun vand lå nu mellem dem og landområdet. Den 6. august blev de to sidste samojedehunde aflivede, en han ved navn Kaifas og en hun ved navn Suggen, kajakkerne blev bygget om til en katamaran ved at fæste slæderne og skiene på tværs af dem, og et sejl blev hejst.
Nansen kaldte dette første landområde "Hvidtenland". Efter at have oprettet lejr ved isfoden besteg de en skråning og så sig omkring. Det var tydeligt, at de her befandt sig i en øgruppe, men det, de kunne se, var ikke sammenligneligt med det ufuldstændige kort over Frans Josefs land. De kunne bare fortsætte sydover i håb om at finde et geografisk element, de med sikkerhed kunne fastslå positionen på. Den 16. august identificerede Nansen foreløbig et næs som Kapp Felder, afmærket på vestkysten af Frans Josefs land på Payers kort. Nansens mål var nu at nå en hytte med forsyninger, som var blevet efterladt af tidligere ekspeditioner i området, kendt som Eira Harbour, ved den sydlige ende af øerne. Modvind og megen løs is gjorde imidlertid videre fremdrift i kajakkerne farlig, og med en ny polarvinter i udsigt besluttede Nansen den 28. august, at de skulle blive, hvor de var, og vente på foråret.

### Til Kapp Flora
Som base for sit vinterkvarter fandt Nansen og Johansen en strand i en lun vig, med god tilgang til sten og mose som byggematerialer. De gravede et tre meter dybt hul, opførte vægge over det ved at bruge løs klippe og sten og trak hvalrosskind over toppen for at danne et tag. En improviseret pipe blev bygget af sne og hvalrosben. Dette ly, som de kaldte "hullet", blev færdigt den 28. september og skulle være deres hjem de næste otte måneder. Situationen var ubehagelig, men ikke livstruende; der var god tilgang på bjørne, hvalros og sæl til at opfylde et lager af mad. Hovedfjenden var kedsomhed; man fik tiden til at gå ved læsning af Nansens sejlalmanak og navigationstabeller i lyset fra spæklampen og derefter læse dem igen.
Julen blev fejret med chokolade og brød fra rationerne på slæden. På nytårsaften noterede Johansen, at Nansen endelig havde antaget den mindre formelle form for tiltale, efter at de indtil da havde opretholdt formerne ("herr Johansen", "professor Nansen") gennem hele rejsen. I nytåret lavede de enkelt overtøj - frakke og bukser - af kasserede soveposer for at være klar til at genoptage rejsen, når det blev varmere. Den 19. maj 1896, efter uger med forberedelser, var de klar. Nansen efterlod et notat i hytten for at informere en mulig finder: "Vi går sydvestover, langs land, for at krydse over til Spitsbergen".
I over to uger fulgte de strandlinjen sydover. Ingenting af det, de så, syntes at stemme overens med det rudimentære kort over Frans Josefs land, og Nansen spekulerede på, om de befandt sig i ukendt land mellem Frans Josefs land og Spitsbergen. Den 4. juni ændrede forholdene sig således, at de kunne søsætte kajakkerne for første gang, siden de forlod vinterkvarteret. En uge senere blev Nansen imidlertid tvunget til at springe ud i det iskolde vand for at redde kajakkerne. De var fremdeles bundet sammen, men var drevet bort efter at være dårligt fortøjede. Han formåede at få tag i håndtaget ved et sidste forsøg på at hale sig selv ombord. Til trods for hans frosne tilstand skød og hentede han to lomvier, mens han padlede katamaranen tilbage.
Den 13. juni blev de angrebet af hvalrosser og kajakkerne blev skadede, hvilket førte til, at de måtte standse for at reparere dem. Den 17. juni, mens de forberedte sig på rejse videre, mente Nansen, at han hørte en hund bjæffe, og han gik ud for at undersøge det. Han hørte så stemmer, og nogle minutter senere mødte han et menneske. Personen, han mødte, var Frederick Jackson, som organiserede en egen ekspedition til Frans Josefs land efter at være blevet afvist af Nansen. Jackson havde lagt sit hovedkvarter ved Kapp Flora på Northbrookøen, den sydligste ø i øgruppen. Jacksons egen historie fortæller, at hans første reaktion på dette pludselige møde var at antage, at denne person var en forlist sømand, måske fra ekspeditionens forsyningsskib, "Windward", som var ventet ville tage kontakt den sommer. Da han nærmede sig, så Jackson "en høj mand med blød filthat, skødesløst klædt, rummelige klæder og langt loddent hår og skæg, alt dunstende af sort olie". Efter et øjebliks pinlig nølen genkendte Jackson sin besøgende: "Du er Nansen, ikke sandt?", og fik svaret "Ja, jeg er Nansen."
Johansen blev så hentet, og de to blev taget med til basen på Kapp Flora, hvor de stillede op for fotografer (i et tilfælde for at rekonstruere mødet mellem Jackson og Nansen), før de tog et bad og fik en hårklipning. Begge mænd var tilsyneladende ved godt helbred til trods for deres ildprøve; Nansen havde taget 9,5 kg på siden starten af ekspeditionen og Johansen 5,9 kg. For at hædre sine redningsmænd blev øen, hvor Nansen og Johansen havde overvintret, navngivet "Jacksonøen". De næste seks uger havde Nansen ikke meget andet at gøre andet end at vente på "Windwards"' ankomst. Han var bekymret over, at han måske måtte tilbringe vinteren ved Kapp Flora, enkelte gange angrende, at han og Johansen ikke havde presset på mod Spitsbergen. Johansen noterede i sin dagbog, at Nansen havde forandret sig fra den nedladende personlighed fra dagene på "Fram", og var nu dus og høflig, urokkelig på at han aldrig ville gennemføre en lignende rejse igen. Den 26. juli ankom omsider "Windwards" og den 7. august, med Nansen og Johansen ombord, sejlede hun syd over og nåede Vardø den 13. august. En gruppe med telegrammer blev sendt for at informere verden om, at Nansen var trygt tilbage.<

### Drift (anden fase)
Før Nansen forlod "Fram", udnævnte han Sverdrup som leder for resten af ekspeditionen med ordre om at fortsætte driften mod Atlanterhavet, med mindre omstændighederne tilsagde, at de måtte forlade skibet og gå mod land. Nansen efterlod sig nøjagtige instruktioner om at opretholde det videnskabelige arbejde, især sonderingen af havdybden og målinger af isens tykkelse. Han konkluderede: "Vi møtes i Norge, enten det er ombord på dette fartøyet eller uten henne."
Sverdrups vigtigste opgave var nu at holde mandskabet i aktivitet for at undgå lediggang og kedsomhed. Han beordrede en grundig vårrengøring og satte gruppen til at fjerne noget af den omkringliggende is, som truede med at destabilisere skibet. Selv om der ikke var nogen umiddelbar fare for skibet, overvågede Sverdrup alligevel reparationer og overhaling af slæder og organiserede provianten i tilfælde af, at det skulle blive nødvendigt at forlade skibet og komme til land til fods. Da sommeren 1895 var i anmarch og, det blev varmere i vejret, genoptog Sverdrup den daglige skitræning, som Nansen havde indført. Sammen med disse aktiviteter fortsatte programmet med meteorologiske, magnetiske og oceanografiske arbejder under Scott Hansen; "Fram" var blevet et bevægeligt oceanografisk, meteorologisk og biologisk laboratorium.
Efterhånden, som driften fortsatte, blev havet dybere; dybdelinjer gav følgende dybder på 6.000 fod, (1.800 m), 9.000 fod (2.700 m) og 2.000 fod (610 m), en variation, som indikerede, at ingen uopdagede landmasser var i nærheden. Den 15. november 1895 nåede "Fram" 85°55'N, kun 19 nautiske mil (35 km) syd for Nansens og Johansens nordligste punkt. Fra nu af gik strømningerne hovedsagelig mod syd og vest, selv om fremgangen i lange perioder næsten var ubetydelig. Inaktivitet og kedsomhed førte efterhånden til stigende alkoholforbrug, og Scott Hansen noterede, at jul og nytår passerede "med den vanlige varme punsjen, og påfølgende bakrus", og skrev videre at han "ble mer og mer forferdet over dette drukkenskap".
I midten af marts 1896 var positionen 84°25'N, 12°50'E, hvilket placerede skibet nord for Spitsbergen. 13. juni åbnede en sejlrende sig, og for første gang på næsten tre år blev "Fram" igen et levende skib. Der gik yderligere to måneder, til 13. august 1896, før hun fandt åbent vand, lagde isen bag sig med et skud fra kanonerne. Skibet kom ud af isen lige nord og vest for Spitsbergen, i nærheden af Nansens oprindelige prognose, og viste, at han havde ret, og hans modstandere tog fejl. Senere samme dag blev et skib set, - "Søstrone" en sælfangerskude fra Tromsø. Sverdrup roede over for at få nyheder og fik vide, at ingenting var hørt fra Nansen. "Fram" besøgte Spitsbergen en kort periode, hvor den svenske opdagelsesrejsende og ingeniør Salomon Andrée forberedte sig på at vende hjem til Sverige efter at have opgivet første forsøg på en ballonfærd, som han havde håbet skulle bringe ham til Nordpolen. Efter kort tid på land begyndte Sverdrup og hans mandskab på turen sydover til Norge.

## Genforening og modtagelse
I løbet af ekspeditionen cirkulerede der rygter om, at Nansen havde nået Nordpolen, det første så tidligt som i april 1894 i den franske avis Le Figaro. I september 1895 blev Eva Nansen informeret om, at meldinger "sendt fra Nordpolen" og underskrevet af Nansen var blevet opdaget. I februar 1896 kørte The New York Times en meddelelse fra en antaget agent for Nansen i Irkutsk, Sibirien, hvor de hævdedes, at Nansen havde nået Nordpolen og fundet land der. Charles P. Daly fra American Geographical Society kaldte dette "opsigtsvækkende nyheder", og dersom det var sandt, de vigtigste opdagelser som var gjort gennem tiderne.
Eksperterne var kritiske over for alle sådanne rapporter, og Nansens ankomst til Vardø gjorde hurtigt kritikken berettiget. I Vardø blev han og Johansen mødt af professor Mohn, ophavsmanden til teorien om den polare drift, som var i byen ved en tilfældighed. Nansen og Johansen ventede på, at den ugentlige postbåd skulle tage dem sydover, og den 18. august ankom de til Hammerfest til en entusiastisk modtagelse. Mangelen på nyheder om "Fram" plagede Nansen, men den 20. august fik han nyheder om, at Sverdrup havde ført skibet til den lille havn i Skjervøy syd for Hammerfest, og at han nu fortsatte mod Tromsø. Dagen efter sejlede Nansen og Johansen ind til Tromsø og sluttede sig til resten af mandskabet i en følelesesladet genforening. Mandag 24. august mødtes Nansen og den svenske ingeniør Salomon Andrée, som var på vej hjem til Sverige, efter at have opgivet sit første forsøg på at starte med luftballon mod Nordpolen fra Spitsbergen.
Efter dage med festivitas og rekreation forlod skibet Tromsø 26. august. Turen sydover blev en triumferende rejse med modtagelser i hver havn. "Fram" ankom til sidst til Christiania den 9. september, eskorteret ind i havnen af en flotille af krigsskibe og ønsket velkommen af tusinder - den største folkemængde, byen nogensinde havde set ifølge Huntford. Nansen og hans mandskab blev modtaget af kong Oscar, og på vej til modtagelsen gik de gennem en triumfbue dannet af 200 gymnaster. Nansen og hans familie blev indkvarteret i palæet som kongens specielle gæster. Johansen derimod forblev i baggrunden, i høj grad overset. Han skrev senere at "virkeligheden, trods alt, er ikke så fantastisk, som den så ud for mig midt i vort hårde liv."

## Kritik og efterspil
Traditionelle fremgangsmåder ved arktiske udforskninger havde været afhængige af store styrker med en antagelse om, at europæiske teknikker kunne overføres til det fjendtlige klima i polare egne. Med årene havde denne strategi bragt beskeden fremgang og ført til store tab af mandskab og skibe. I modsætning hertil havde Nansens metode med at bruge et lille, men godt trænet mandskab, sammen med udnyttelsen af inuiter og samisk kompetence i måderne at rejse på, sikret, at ekspeditionen blev gennemført uden et eneste havari eller et større uheld.
Selv om ekspeditionen ikke opnåede målet med at nå Nordpolen, gjorde den store geografiske og videnskabelige opdagelser. Sir Clements Markham, præsident i Storbritanniens Royal Geographical Society, erklærede, at ekspeditionen havde løst "hele problemet med arktisk geografi". Det blev nu fastslået, at Nordpolen ikke lå på land og heller ikke på en permanent isbræ, men på skiftende, uforudsigelig pakis. Nordishavet var et dybt bassin uden væsentlige landmasser nord for det eurasiske kontinent - skjulte vidstrakte landområder ville have blokeret den frie isbevægelse.[F]
Nansen havde bevist teorierne om den polare drivis, og videre havde han mærket nærværet af corioliskraftn, som drev isen til højre for vindretningen på grund af jordens rotation. Denne opdagelse skulle blive udviklet af Nansens elev, Vagn Walfrid Ekman, som senere blev sin tids ledende oceanograf. Fra sit program for videnskabelige observationer gav ekspeditionen den første detaljerede oceanografiske information fra området; med tiden skulle de videnskabelige data samlet under "Fram"s rejse udgøre seks udgivne bind.
Gennem hele ekspeditionen fortsatte Nansen med at eksperimentere med udstyr og teknikker. Han ændrede design på ski og slæder og undersøgte forskellige typer af klæder, telt og udstyr for madlavning og revolutionerede med dette metoder for færdsel i arktiske egne. I perioden med polarforskning, som fulgte efter hans hjemkomst, søgte opdagere rutinemæssigt Nansens råd om metoder og udstyr - men nogen gange valgte de ikke at følge dem, vanligvis til den pris, det kostede. Ifølge Huntford havde Sydpolheltene Amundsen, Scott og Shackleton alle været Nansens akolytter.
Nansens status blev aldrig seriøst udfordret, selv om han ikke undslap kritik. Den amerikanske opdager Robert Peary spekulerede på, hvorfor Nansen ikke var returneret til skibet, da hans fremstød blev forhindret efter knappe tre uger. "Skammede han sig over at gå tilbage efter så kort fravær, eller gik han mod Frans Josefs land med sensationelle eller forretningsmæssige motiver?" Adolphus Greely, som i udgangspunktet havde afvist hele ekspeditionen som umulig, indrømmede, at han var blevet modbevist, men trak alligevel opmærksomheden mod "den egenrådige" Nansens beslutning om at forlade sine kammerater hundredvis af kilometer fra land. "Det overgår forstanden", skrev Greely, "hvordan Nansen dermed kunne afvige fra den helligste pligt, som påhviler kommandøren over en maritim ekspedition." Nansens omdømme overlevede alligevel; hundrede år efter kaldte den britiske opdager Wally Herbert "Fram"s rejse "en af de mest inspirerende eksempler på modig efterretning i historien om udforskning".
"Fram"s rejse var Nansens sidste ekspedition. Han fik et forskningsprofessorat ved Universitetet i Christiania i 1897 og et fuldt professorat i oceanografi i 1908. Han blev velstående og økonomisk uafhængig med udgivelserne af hans beretninger om ekspeditionen, og i den senere karriere tjenstgjorde han i det nyligt uafhængige kongedømme Norge i ulige sammenhænge og blev tildelt Nobels fredspris i 1922 som anerkendelse for sit arbejde for flygtninge.
Hjalmar Johansen slog sig aldrig til ro med et normalt liv. Efter år med rastløshed, gæld og drukkenskab fik han gennem Nansens indflydelse muligheden for at komme med på Roald Amundsens sydpolekspedition i 1910. Johansen skændtes voldsomt med Amundsen i ekspeditionens lejr, Framheim, og blev udelukket fra gruppen, som skulle forsøge at nå Sydpolen. Han begik selvmord, inden et år efter at han kom tilbage fra Antarktis.
Otto Sverdrup forblev kaptajn på "Fram", og i 1898 tog han skibet, med nyt mandskab, til det canadiske arktis for fire år med udforskning. I de senere år hjalp Sverdrup med at indsamle penge, som gjorde, at skibet blev restaureret og placeret i et permanent museum. Han døde i november 1930, syv måneder efter Nansens død.
Nansens Farthest North-rekord varede lidt over fem år. Den 24. april 1900 nåede en gruppe på tre italienere, fra en ekspedition ledet af Luigi Amedeo, 86°34'N efter at have rejst fra Frans Josefs land med hunde og slæder den 11. marts. Gruppen formåede knapt at nå tilbage, da en af deres støttegrupper på tre mænd forsvandt fuldstændig.